# Johnny 99 (pjesma)
"Johnny 99" je pjesma Brucea Springsteena s njegova albuma Nebraska iz 1982.

## Teme
Pjesma govori o automehaničaru koji dobiva otkaz u Mahwahu u New Jerseyju i zatim ubije prodavača. Nakon toga ga uhite i osude na 99 godina zatvora, ali on zahtijeva da ga pogube. Springsteena u pjesmi prati samo akustična gitara. Unatoč teškim temama pjesme - uključujući nezaposlenost, siromaštvo, pljačku, ubojstvo i moguće pogubljenje - melodija je ironično živahna, s ponavljajućim rockabilly beatom.
Kao i neke druge pjesme s Nebraske, "Johnny 99" je pjesma o potpunom očaju. Ima izravnih poveznica s određenim pjesmama na albumu: protagonist u "Johnny 99" ističe kako ima "dugove koje pošten čovjek ne može otplatiti", ponavljajući rečenicu koju je izgovorio protagonist u pjesmi "Atlantic City", a kao i naslovna pjesma, "Johnny 99" govori o ubojici - no dok je protagonist u naslovnoj pjesmi psihopat, "Johnny 99" je motiviran ekonomskim uvjetima.

## Povijest
Kao i ostatak albuma Nebraska, "Johnny 99" je snimljena u siječnju 1982. u Springsteenovu domu u Colts Necku u New Jerseyju. Najvjerojatnije je snimljena 3. siječnja 1982., kad je snimljena većina ostalih pjesama s albuma.
Pozadina pjesme temeljena je na stvarnom događaju, zatvaranju Fordova pogona u Mahwahu 1980., koji je bio otvoren od 1955. Pjesma ima svoje uzore u dvije folk pjesme koje su se pojavile u box setu Anthology of American Folk Music: "99 Years Blues" Juliusa Danielsa i "John Hardy Was a Desperate Little Man" Carter Family.
Unatoč teškim temama, bila je popularna pjesma na koncertima, s 203 izvedbe do 2005. Koncertna verzija objavljena je na albumu Live/1975-85. Tijekom koncerta 22. rujna 1984. u sklopu Born in the U.S.A. Toura u Pittsburghu, Springsteen je iskoristio uvod u pjesmu kako bi odgovorio predsjedniku Reaganu koji je spomenuo poruku nade u Springsteenovim pjesmama, rekavši: "Predsjednik me spomenuo neki dan, a ja sam se zamislio koji mu je morao biti najdraži album. Mislim da nije bio Nebraska. Mislim da ga nije slušao."
Nekoliko je glazbenika snimilo obradu pjesme. Najpoznatija je verzija Johnnyja Casha snimljena zajedno s još jednom pjesmom s Nebraske, "Highway Patrolman" za album koji je Cash nazvao Johnny 99. Pjesmu su snimili i John Hiatt i Los Lobos za posvetne albume Springsteenu.

## Kritike
Hvaleći album Nebraska, "Johnny 99" je jedna od pjesama koje je Mikaj Gilmore iz Los Angeles Herald Examinera istaknuo. Pišući o Springsteenovu sazrijevanju u ulozi tekstopisca, rekao je: "Kad Springsteen pripovijeda priče o Charlieju Starkweatheru i Johnnyju 99, on ne traži iskupljenje niti traži osudu. On pripovijeda priče onako jednostavno i dobro kako one zaslužuju da budu ispričane - ili kako bespoštedno zaslužujemo da ih čujemo - a on nas pušta da osjećamo prema njima što želimo, ili da u njima nađemo što možemo."

## Vanjske poveznice
- Stihovi "Johnny 99" na službenoj stranici Brucea Springsteena